# Siergiej Zwieriew
Siergiej Anatoljewicz Zwieriew (Сергей Анатольевич Зверев; ur. 21 lipca 1963 w Kułtuku) – rosyjski wykonawca muzyki pop i disco, projektant mody, stylista włosów, prowadzący programów muzycznych (pojawił się na antenie m.in. rosyjskiego MTV). Wystąpił także w dwóch filmach. Obecnie mieszka w Moskwie.

## Autobiografia
W 2008 roku wydał swoją autobiografię, pt. Zwiezda w szokie. Jego pierwszy album muzyczny nosił taki sam tytuł.

## Dyskografia
Albumy
| Rok  | Tytuł            | Gatunek    | Format |
| ---- | ---------------- | ---------- | ------ |
| 2008 | Zwiezda w szokie | Pop, disco | CD     |

Single
- MIRAŻ (МИРАЖ, 2009)
- Dolce&Gabbana (2008)
- Alla (2006)
- Radi tiebia (Ради тебя)
- Podruga lubowʹ (Подруга любовь)

## Filmografia
- O, sczastliwczik! (2009)
- Samyj łuczszyj film 2 (2009)
- Samij stremnyj film 3 (2012)